# 楊延順
楊英，字延順，并州太原（今山西太原）人，《楊家將》小說、戲曲及民間傳說中人物；是金刀老令公楊業的義子、第八子，故稱“楊八郎”，生父王子明。他不是楊業的親生兒子，而是其義子。
王子明亦是北漢名將，因與楊業為知交，故將子王英過繼予楊氏。王子明临终前，把唯一的儿子王英托付给了杨业，改名杨延顺。八郎的故事是在近代說書中才被加入《楊家將》中的，他跟楊四郎的故事相當類似，最後流落於遼國，並娶了遼國公主。